# شتاكن
 هي منطقة تقع على الحافة الغربية لبرلين داخل حي سبانداو..

## جغرافية
في الغرب تشترك في حدودها مع بلديات براندنبورغ في فالكنسي ودالجو-دوبريتز مع قرية Seeburg، وهي جزء من منطقة هافيلاند. تتراوح المباني من المنازل الصغيرة المنفصلة والمدينة الحدائقية حول مركز القرية التاريخي في الغرب إلى العقارات السكنية في الستينيات والسبعينيات في الشرق.

## روابط خارجية
- باللغة الألمانية Staaken info website
- باللغة الألمانية Staaken page on www.berlin.de